# Climacoptera longistylosa
Climacoptera longistylosa là loài thực vật có hoa thuộc họ Dền. Loài này được (Iljin) Botsch. mô tả khoa học đầu tiên năm 1956.